# Паксе
Паксе́ (англ. Pakxe або Pakse, лаос. ປາກເຊ, у перекладі — «гирло річки Се») — місто в Лаосі, адміністративний центр провінції Тямпасак (Чампасак). Населення — 119 848 чол. (по оцінці 2010 року).

## Географія
Розташоване в місці впадіння річки Сідон в Меконг.

### Клімат

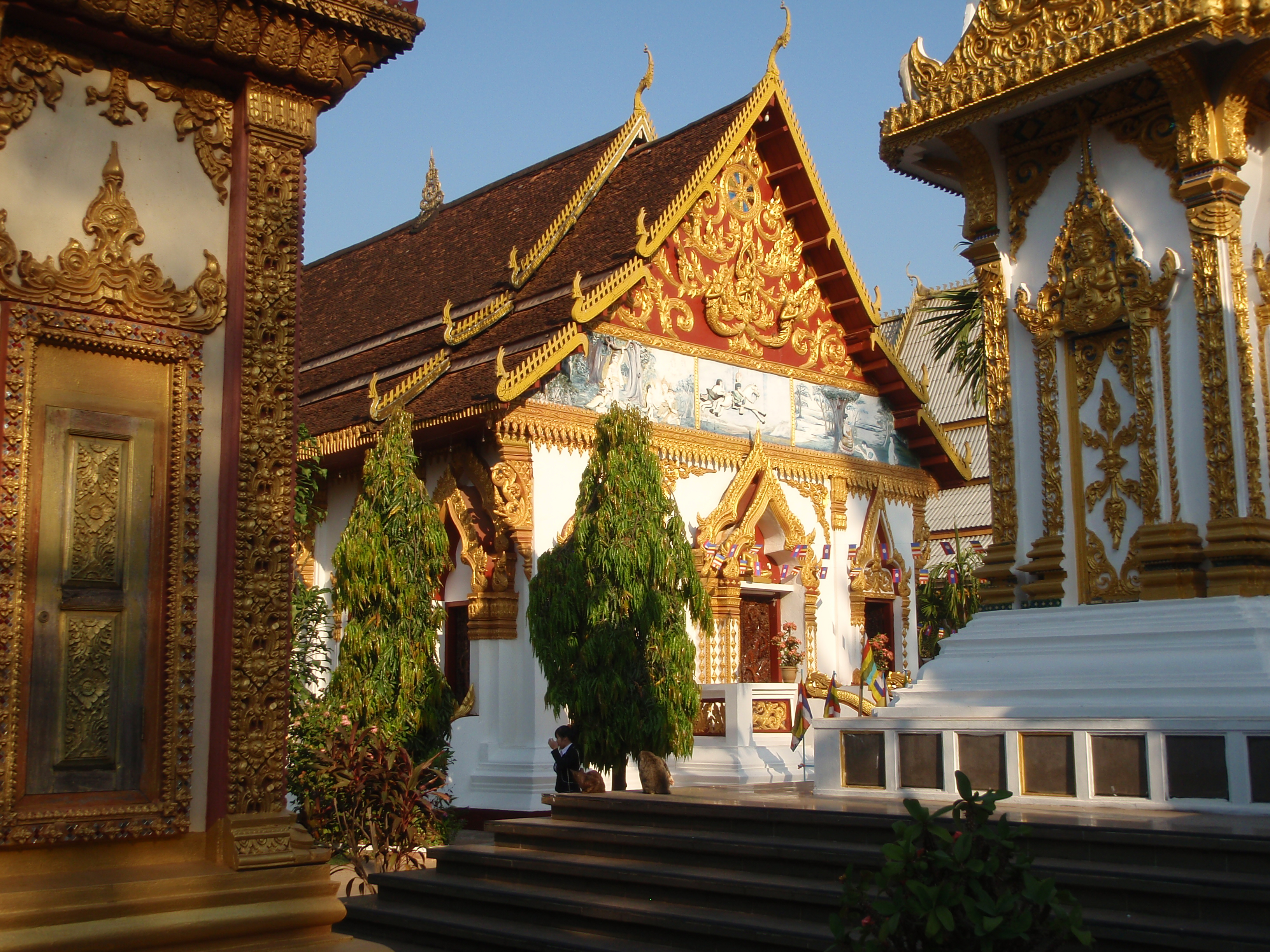
Будистський храм в Паксе.

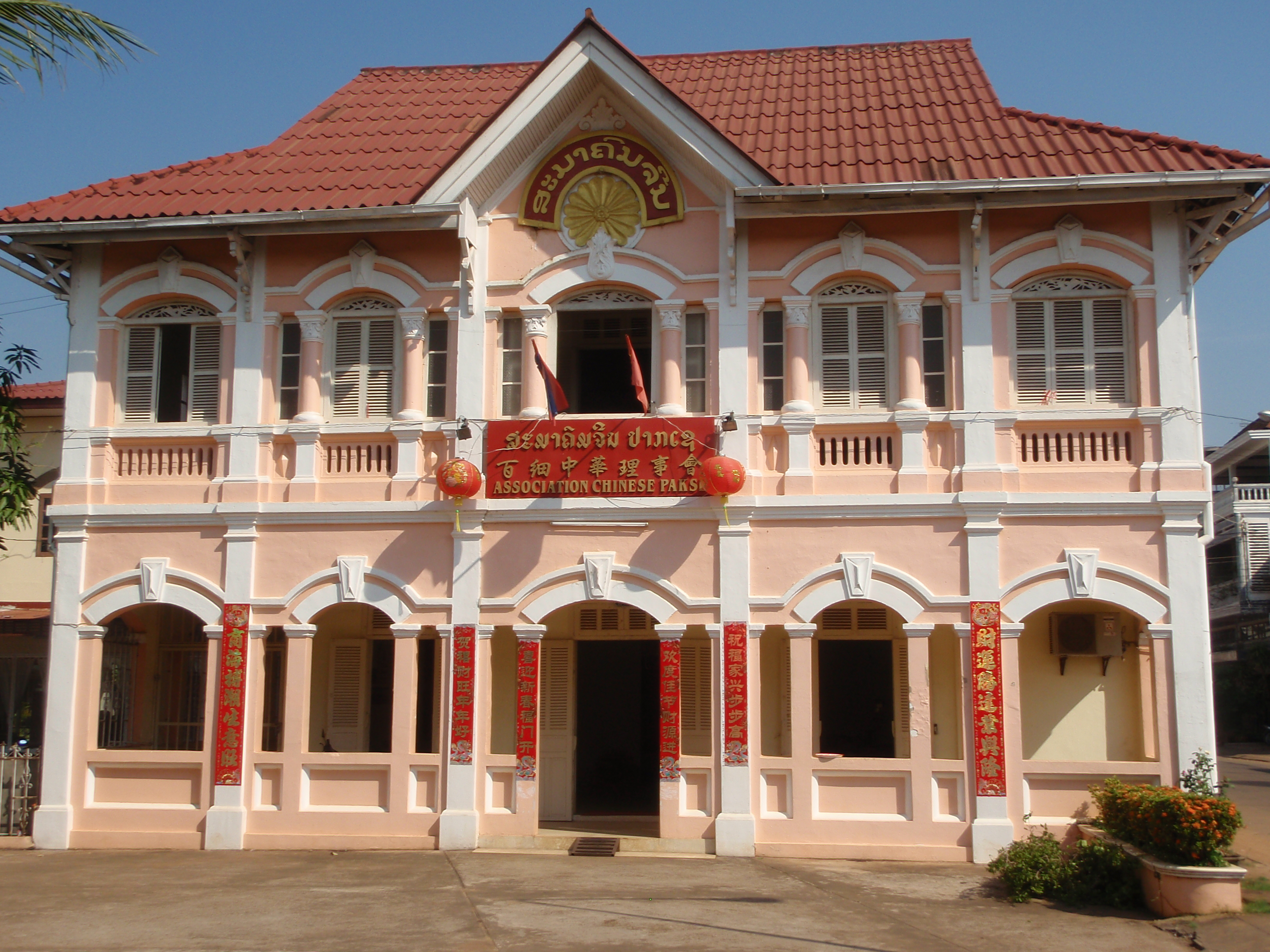
Зразок китайсько-французької архітектури.

Місто знаходиться у зоні, котра характеризується кліматом тропічних саван. Найтепліший місяць — квітень із середньою температурою 29.4 °C (85 °F). Найхолодніший місяць — грудень, із середньою температурою 23.9 °С (75 °F).
| Клімат Паксе            | Клімат Паксе | Клімат Паксе | Клімат Паксе | Клімат Паксе | Клімат Паксе | Клімат Паксе | Клімат Паксе | Клімат Паксе | Клімат Паксе | Клімат Паксе | Клімат Паксе | Клімат Паксе | Клімат Паксе |
| Показник                | Січ.         | Лют.         | Бер.         | Квіт.        | Трав.        | Черв.        | Лип.         | Серп.        | Вер.         | Жовт.        | Лист.        | Груд.        | Рік          |
| Абсолютний максимум, °C | 36           | 37           | 37           | 39           | 38           | 36           | 35           | 35           | 35           | 35           | 35           | 35           | 39           |
| Середній максимум, °C   | 31           | 32           | 34           | 35           | 32           | 31           | 30           | 30           | 30           | 31           | 31           | 30           | 31           |
| Середня температура, °C | 24           | 26           | 28           | 29           | 28           | 27           | 26           | 26           | 26           | 26           | 25           | 23           | 26           |
| Середній мінімум, °C    | 17           | 20           | 22           | 24           | 24           | 23           | 23           | 23           | 23           | 22           | 20           | 17           | 22           |
| Абсолютний мінімум, °C  | 7            | 12           | 12           | 15           | 20           | 17           | 20           | 20           | 17           | 16           | 12           | 10           | 7            |
| Норма опадів, мм        | 0            | 10           | 20           | 80           | 210          | 340          | 430          | 490          | 400          | 110          | 20           | 0            | 2160         |
| Днів з дощем            | 0            | 0            | 2            | 5            | 5            | 17           | 19           | 20           | 16           | 7            | 3            | 0            | 98           |
| Вологість повітря, %    | 58           | 56           | 56           | 64           | 76           | 77           | 82           | 84           | 84           | 77           | 69           | 64           | 71           |
| ----------------------- | ------------ | ------------ | ------------ | ------------ | ------------ | ------------ | ------------ | ------------ | ------------ | ------------ | ------------ | ------------ | ------------ |
| Джерело: Weatherbase    |              |              |              |              |              |              |              |              |              |              |              |              |              |

## Історія
Сучасне місто було засноване французькою адміністрацією в 1905 році, проте є також дані, що з 1713 по 1946 рік місто було столицею королівства Чампасак (Тямпасак). Після входження Чампасаку в об'єднане Королівство Лаосу місто втратило столичний статус, проте залишилось неофіційною столицею південного Лаосу.

## Економіка
Місто є торговельним центром сільгоспрайону плато Болавен. Виробництво і вивіз кардамону, кави, тютюну, чаю, худоби. Розвиток Паксе значно прискорився після здачі в експлуатацію в 2002 році моста через Меконг, побудованого за допомогою уряду Японії.

## Транспорт
В місті є міжнародне летовище, звідки здійснюються рейси до В'єнтьяну, Сіємреапу та Бангкоку. Міст через Меконг з'єднує Паксе з містом Убонратчатхані в Таїланді.
Туристичні фірми забезпечують поїздки автобусним транспортом до Камбоджі, Таїланду та В'єтнаму.

## Туристу
В місті знаходиться колишній палац королів Чампасаку, Музей історичних старожитностей Чампасаку, поодинокі храми та декілька колоніальних будинків, в основному китайсько-французького стилю. Одним з їх найкращих прикладів є вигадливо прикрашений будинок Китайської громади, розташований в центрі міста. Крім цього, Паксе є відправною точкою для відвідування плато Болавен, руїн кхмерського храму Ват Пу Чампасак (Тямпасак) (входить до Списку об'єктів Світової спадщини ЮНЕСКО) та Сі Пан Дону (Чотири тисячі островів) на Меконзі.